# Forcipomyia cattleyarum
Forcipomyia cattleyarum is een muggensoort uit de familie van de knutten (Ceratopogonidae). De wetenschappelijke naam van de soort is voor het eerst geldig gepubliceerd in 1942 door Harant & Galan.